# 다카라즈카미나미구치역
다카라즈카미나미구치역(일본어: 宝塚南口駅, たからづかみなみぐちえき)은 일본 효고현 다카라즈카시에 있는 한큐전철 이마즈 선의 역이다. 역 번호는 HK-28이다.

## 역사
- 1921년 9월 2일: 한신 급행 전철(현, 한큐전철) 사이호 선의 다카라즈카 ~ 니시노미야키타구치 역 구간 개통과 동시에 개업.
- 1926년 12월 18일: 사이호 선이 이마즈 선으로 명칭 변경.
- 1971년: 고가화.
- 2013년 12월 21일: 역 번호(HK-28) 도입.

## 역 구조
상대식 승강장 2면 2선의 고가역이다. 역전 재개발에 의한 고가역으로 알려졌다. 분기기, 절대 신호가 없어 정류장으로 분류된다. 개찰구는 2층에 1곳 있고, 승강장은 3층에 있다.

### 승강장
| 번호 | 노선        | 방향 | 행선                                                                |
| ---- | ----------- | ---- | ------------------------------------------------------------------- |
| 1    | ■ 이마즈 선 | 하행 | 다카라즈카・가와니시노세구치・나카야마칸논・기요시코진・미노오 방면 |
| 2    | ■ 이마즈 선 | 상행 | 니시노미야키타구치・오사카・고베・이마즈 방면                       |

## 역 주변
- 선 비올라
- 다카라즈카 호텔 - 일본을 대표하는 클래식 호텔 중 하나이다. 역명판에는 부역명으로 다카라즈카 호텔 앞으로 표기되었다.
- 다카라즈카 대극장, 다카라즈카 바우 홀(다카라즈카 가극단)
- 다카라즈카 음악학교
- 다카라즈카 시립 데즈카 만가 기념관
- 다카라즈카 가든 필즈(다카라즈카 패밀리 랜드 유적)
- 간사이 학원 초등부
- 다카라즈카미나미 우체국
- 무코 강
- 다카라즈카 대교
- 가톨릭 다카라즈카 교회

## 사진

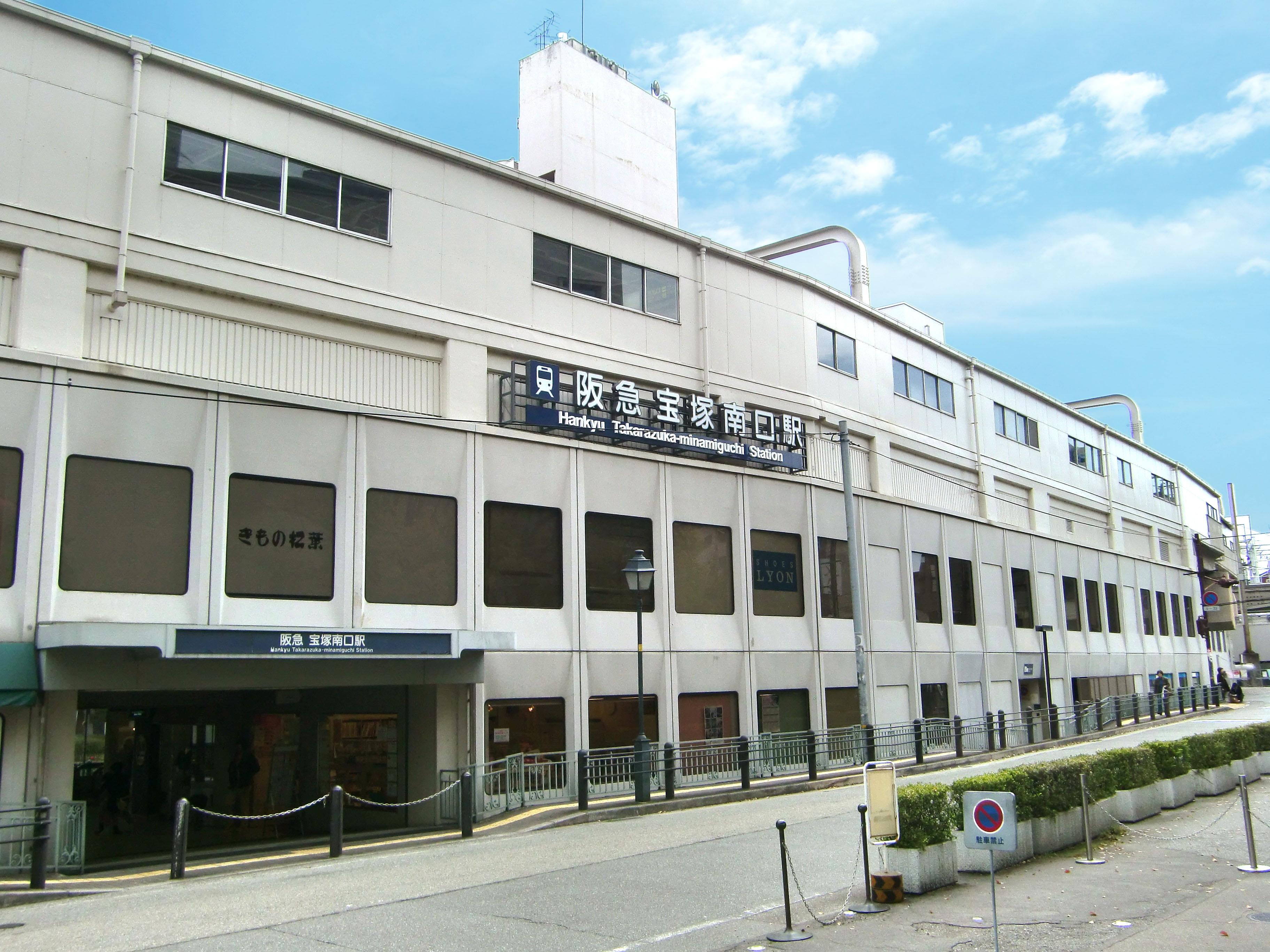
서쪽 출입구
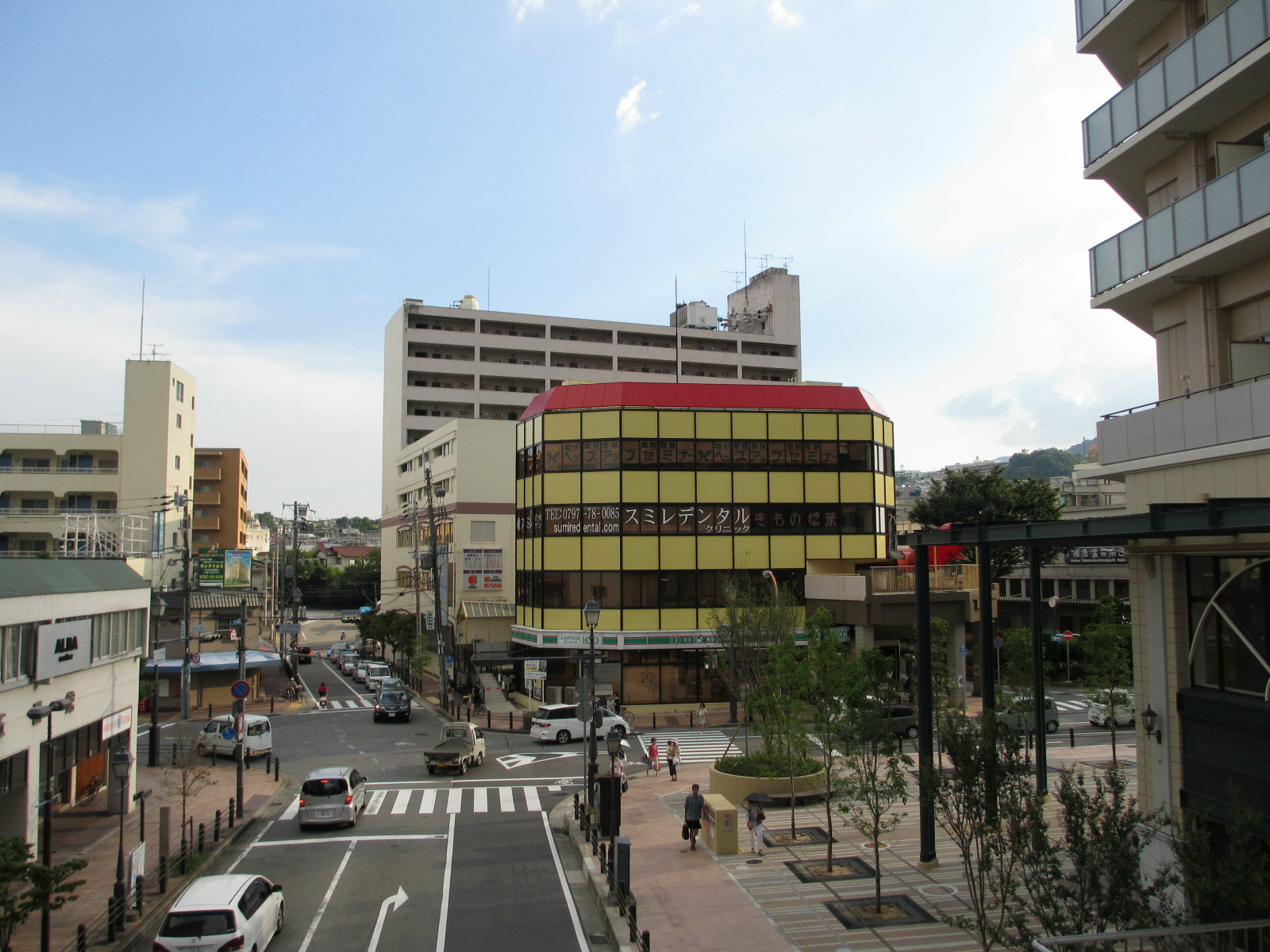
역전 로터리
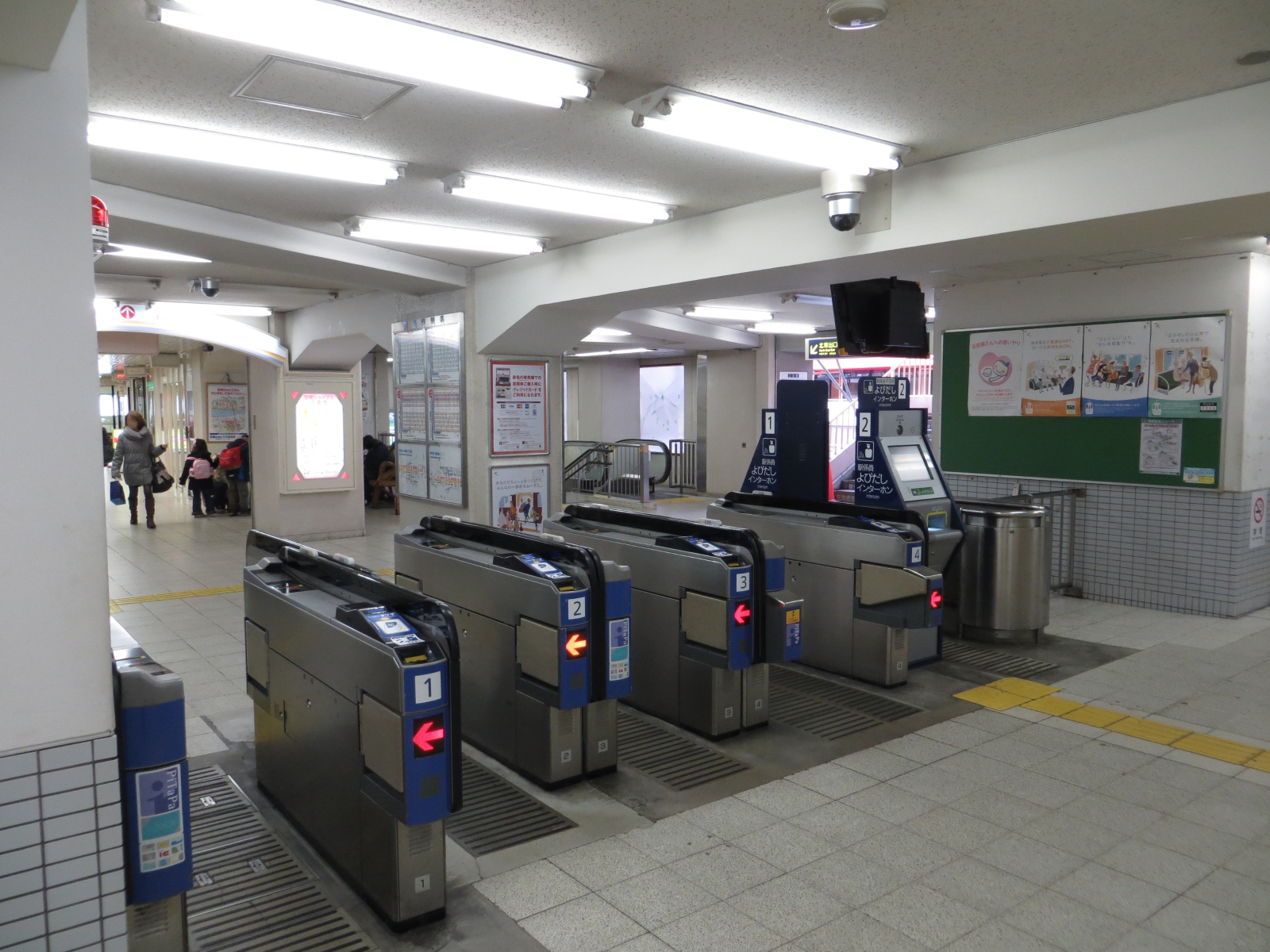
개찰구
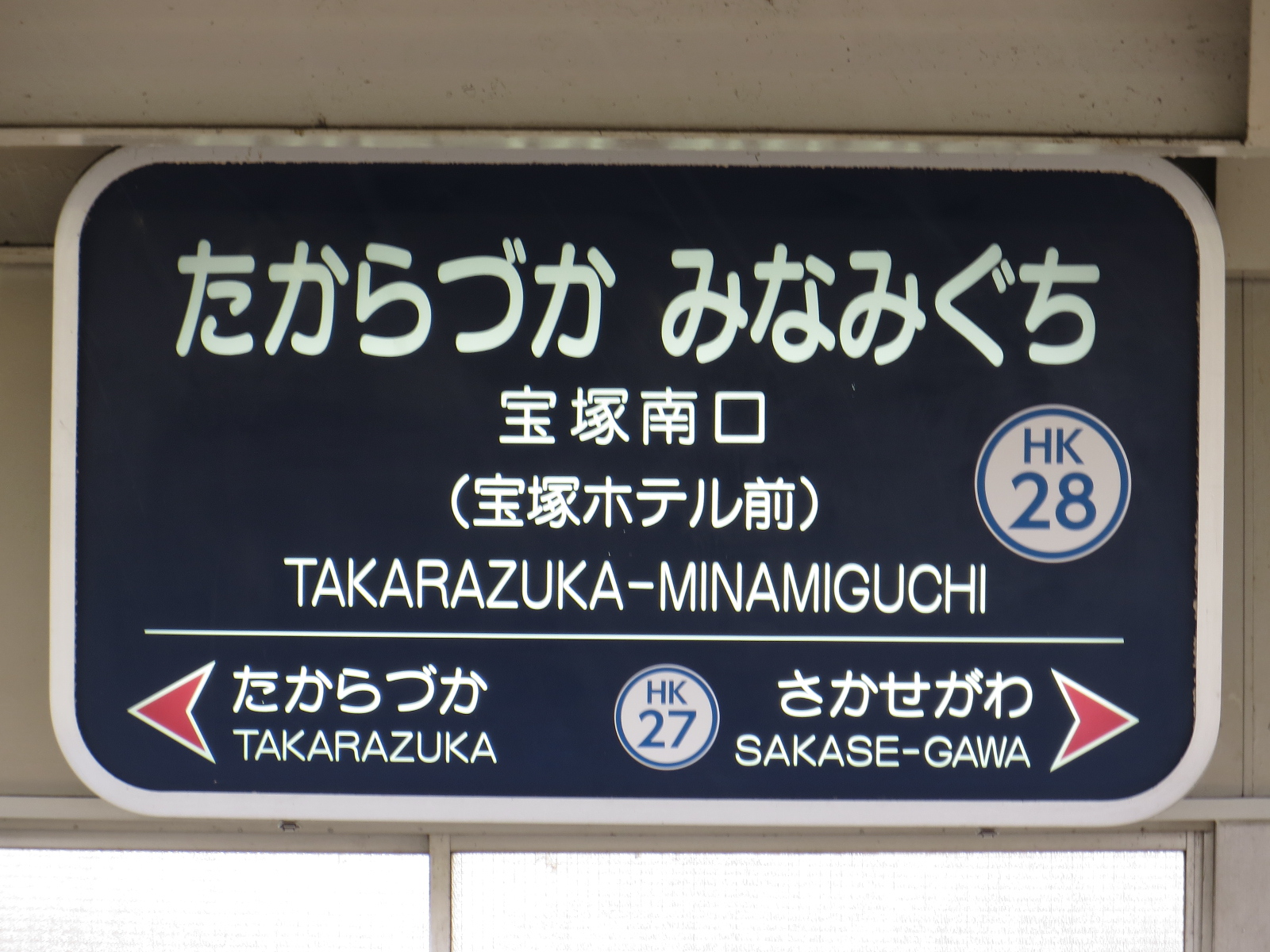
역명판

## 인접역
| 한큐 전철 ■ 이마즈 선(이마즈(북) 선) | 한큐 전철 ■ 이마즈 선(이마즈(북) 선)                | 한큐 전철 ■ 이마즈 선(이마즈(북) 선)             |
| ------------------------------------ | --------------------------------------------------- | ------------------------------------------------ |
| HK-56 다카라즈카 다카라즈카 방면     | ■ 직통특급 "아타고" ■ 준급(우메다 행만 운전) ■ 보통 | 사카세가와 HK-27 우메다・니시노미야키타구치 방면 |